# El detectiu Conan: El puny de safir blau
El detectiu Conan: El puny de safir blau (名探偵コナン 紺青の拳 Meitantei Konan: Konjō no Fisuto) és una pel·lícula d'anime japonesa estrenada el 12 d'abril del 2019. És el vint-i-tresè film basat en la sèrie manga Detectiu Conan de Gosho Aoyama. Es va estrenar doblada al català el 8 de novembre del 2019.

## Argument
En Kogoro, la Ran i la Sonoko viatgen a Singapur per a veure un torneig de karate en què participa en Makoto Kyogoku. En Conan s'ha de quedar al Japó perquè fa servir una identitat inventada i no té passaport, però en Kid el segresta i se l'endú a Singapur perquè l'ajudi a resoldre uns misteriosos delictes que cometen en nom seu. Ara bé, en Makoto, el karateka que ha aconseguit 400 victòries consecutives, no li ho posarà fàcil.

## Doblatge
| Shinichi Kudo            | Kappei Yamaguchi   | Òscar Muñoz       |
| Conan Edogawa            | Minami Takayama    | Joël Mulachs      |
| Ran Mouri                | Wakana Yamazaki    | Núria Trifol      |
| Kogoro Mouri             | Akira Kamiya       | Jordi Royo        |
| Kaito Kid                | Kappei Yamaguchi   | Jordi Nogueras    |
| Dr. Hiroshi Agasa        | Kenichi Ogata      | Fèlix Benito      |
| Genta Kojima             | Wataru Takagi      | Miquel Bonet      |
| Mitsuhiko Tsuburaya      | Ikue Ōtani         | Elisabet Bargalló |
| Ayumi Yoshida            | Yukiko Iwai        | Berta Cortés      |
| Ai Haibara               | Megumi Hayashibara | Roser Aldabó      |
| Sonoko Suzuki            | Naoko Matsui       | Eva Lluch         |
| Makoto Kyogoku           | Nobuyuki Hiyama    | Àlex de Porrata   |
| Leon Lowe                | Ikusaburo Yamazaki | Pedro Molina      |
| Rechel Cheong            | Mayuko Kawakita    | Marta Moreno      |
| Hezli Jamaluddin         | Ryan Drees         | Jordi Boixaderas  |
| Zhon Han Chen            | Jeff Manning       | Domènech Farell   |
| Sherilyn Tan             | Yū Asakawa         | Meritxell Sota    |
| Reijiro Nakatomi         | Hiroki Takahashi   | Pep Papell        |
| Mark Aidan               | Charles Glover     | Toni Astigarraga  |
| Rishi Ramanathan         | Yūki Kaji          | Masumi Mutsuda    |
| Eugene Lim               | Kurt Common        | Albert Vilar      |
| Ginzo Nakamori           | Koji Ishii         | Eduard Itchart    |
| Font: Anime News Network |                    |                   |

## Recepció
Al Japó el film va vendre 313.724 entrades i va aconseguir una recaptació de 422.465.000 iens el dia de l'estrena. Va ser el més taquiller al país el cap de setmana de l'estrena, amb uns ingressos de 1.880 milions de iens. La pel·lícula va continuar al capdavant el segon cap de setmana i va aconseguir 886 milions de iens més. En la tercera setmana va baixar a la segona posició, vençuda per Avengers: Endgame, però en la quarta va recuperar el lideratge tot superant l'estrena de Pokémon: Detectiu Pikachu. El juliol, El puny de safir blau havia recaptat 9.100 milions de iens (uns 77 milions d'euros) al Japó, cosa que la convertia en una de les 50 pel·lícules més taquilleres de tots els temps al país.
Pel que fa al recorregut internacional, a la Xina els ingressos van ser de 22.521.240$, i a Corea del Sud, d'1.430.053$. La versió en català es va estrenar a 37 sales de Catalunya, les Illes Balears i Andorra. A Espanya, El puny de safir blau va recaptar 56.251 euros el cap de setmana de l'estrena.
Aquestes xifres fan que El puny de safir blau sigui la pel·lícula amb més recaptació de la sèrie Detectiu Conan.

## Tràiler en català
- Tràiler en català